# دليل بقاء الزومبي (كتاب)
دليل بقاء الزومبي (بالإنجليزية: The Zombie Survival Guide)‏ هو كتاب للمؤلف الأمريكي ماكس بروكس Max Brooks، تم نشره عام 2003م، وهو أول
كتب المؤلف، والكتاب يمثلي دليلاً ساخراً عن بقاء الزةومبي. الكتاب يتضمن معلومات عن فسيولوجيا وسلوك الزومبي وطرق وتكتيكات الدفاع، كما يتضمن دراسات حالة عن تفشي الزومبي المحتمل في جميع أنحاء العالم. وعلي ا لرغم من أن موضوع الكتاب قد يبدو من النوع الخيالي، إلا أنه يتضمن معلومات عن كيفية الاستعداد والتعامل مع الكوا رث.

## محتوى الكتاب
ينقسم الكتاب إلى سبعة أقسام وملحق، يحتوي القسم الأول على معلومات عن طبيعة "Solanum"، وهو فيروس يسبب الزومبي، بالإضافة إلى السمات الجسدية للزومبي ونظام تصنيف لخطورة تفشي الزومبي الافتراضي. أما الأقسام الخمسة المتبقية فتغطي مهارات البقاء العملية ونصائح للتعامل مع انتشار الزومبي، بما في ذلك القتال والاستعدادات الدفاعية وطرق النقل والتكيف مع عالم يجتاحه الزومبي. ويسرد القسم الأخير هجمات الزومبي المسجلة عبر التاريخ.